# Carex pamirica
Carex pamirica là một loài thực vật có hoa trong họ Cói. Loài này được (O.Fedtsch.) O.Fedtsch. & B.Fedtsch. mô tả khoa học đầu tiên năm 1907.